# Тарновські гербу Леліва

Герб Леліва.

Графський герб Тарновських.

Тарно́вські гербу Леліва (пол. Tarnowscy, Tarnowski) — шляхетський магнатський рід. Володів маєтностями в Галичині і Малопольщі. Отримав титул графів 24 грудня 1547 року від імператора Карла V Габсбурга. Гасло роду: «Tendite in astra viri». Поділявся на декілька гілок.

## Історія
Один з найстарших, а також надзвичайно потужний і впливовий рід у Польському королівстві XIV, XV та XVI століть. Члени сім'ї 10 разів були краківськими воєводами, 6 разів займали посаду краківського каштеляна.
Найдавніший відомий предок Тарновських — краківський воєвода Спицімір Лелівіта (або Спитек (Спитко) з Мельштина). Його вважають протопластом родів Тарновських, Ярославських та Мельштинських. Його син Рафал з Тарнова і Ярослава вважається засновником роду Тарновських. Інший син — Ян з Мельштина — засновник роду Мельштинських. Саме Спицімір Лелівіта розпочав використовувати герб Леліва, який став родовим для Тарновських та Мельштинських.
Прізвище роду походить від першого міста роду — Тарнова. 7 березня 1330 р. Спицімір Лелівіта отримав королівський привілей (від Владислава І Локетка) на село Великий Тарнів. Вже наступного року був збудований мурований замок, який став родовою резиденцією, центром їхніх володінь. У Тарнові, також в Мельштині (1340 р.), Спицімір побудував два оборонні замки.
Найвідоміші міста засновані Тарновськими — Тарнів, Тарнобжег і Тарногруд, також Тернопіль (до 1944 року Тарнополь). Деякі представники родини Тарновських були поховані в монастирі отців Домініканів у Тарнобжезі.

## Представники
- Рафал з Тарнова (до 1330–1373) — засновник роду. Сандомирський підкоморій, віслицький каштелян.
- Ян з Тарнова (?-1382) — сандомирський каштелян[1]
- Ян з Тарнова (до 1349–1409) — маршалок коронний, сандомирський воєвода; його син Спитек — засновник роду Ярославських (володів Ярославом).
- Ян Тарновський (1367–1433) — краківський воєвода, учасник Ґрюнвальдської битви.
- Ян Амор Юніор Тарновський (1420–1500) — син Яна Тарновського. Краківський воєвода, краківський каштелян.
- Ян Спитек Тарновський (перед 1484—1552/1553) — каштелян жарновський, завихостський, радомський і войницький, підскарбій коронний, жупник краківський, воєвода сєрадзький; староста крешівський, кшепицький, кошицький, бжезьницький, сєрадзький і пйотрковський, остшешовський, болеславський.
- Ян-Амор Тарновський (1488–1561) — син Яна-Амора. великий гетьман коронний, перший граф Священної Римської імперії в родині.[2]
- Зофія — дружина князя Василя Костянтина Острозького, її надгробок був у костелі Тарнува[3]
- Ян Криштоф Тарновський (1537–1567) — останній представник тарновської гілки роду Тарновських.
- Еврузина Евлалія з Тарновських — княгиня Вишневецька, власниця замку в Крилові
- Владислав Тарновський (1836–1878) — композитор і поет
- Станіслав Тарновський (1837–1917) — професор і ректор Яґеллонського університету
- Станіслав Спитек Тарновський — мечник коронний